# Biecz (stacja kolejowa)
Biecz – stacja kolejowa w Bieczu, w województwie małopolskim, w Polsce. Znajduje się ona przy ul. Kolejowej.

## Ruch pasażerski
| Rok  | Wymiana pasażerska na dobę |
| ---- | -------------------------- |
| 2017 | 0-9                        |
| 2022 | 20-49                      |

Od stacji odchodzi nieużywana bocznica kolejowa do zakładu drzewnego.
Od grudnia 2006 do 31 maja 2010 Biecz był stacją końcową dla pociągu relacji Stróże – Biecz, który przez większą część roku (z wyjątkiem wakacji) był jedynym kursującym pociągiem pasażerskim na tej trasie. Przed grudniem 2006 pociąg ze Stróż dojeżdżał do Jasła. Ostatni pociąg osobowy zatrzymał się na stacji 31 maja 2010. Później ruch pasażerski obsługiwany był przez zastępczą komunikację autobusową Przewozów Regionalnych, dla której Biecz był stacją końcową, jednak 31 grudnia 2011 także i ona została zlikwidowana.
Według stanu na maj 2016 r. Biecz posiada regularne, bezpośrednie połączenia kolejowe z Gorlicami, Jasłem i Rzeszowem (połączenia regio spółki Przewozy Regionalne) oraz z Krakowem i Zagórzem (połączenia TLK spółki PKP Intercity).